# كولديغا
كولديغا (بالإنجليزية: Kuldīga)‏ هي منطقة سكنية تقع في لاتفيا في لاتفيا. يقدر عدد سكانها بـ 12,981 نسمة ومساحتها 13.2 كم2

## معرض صور

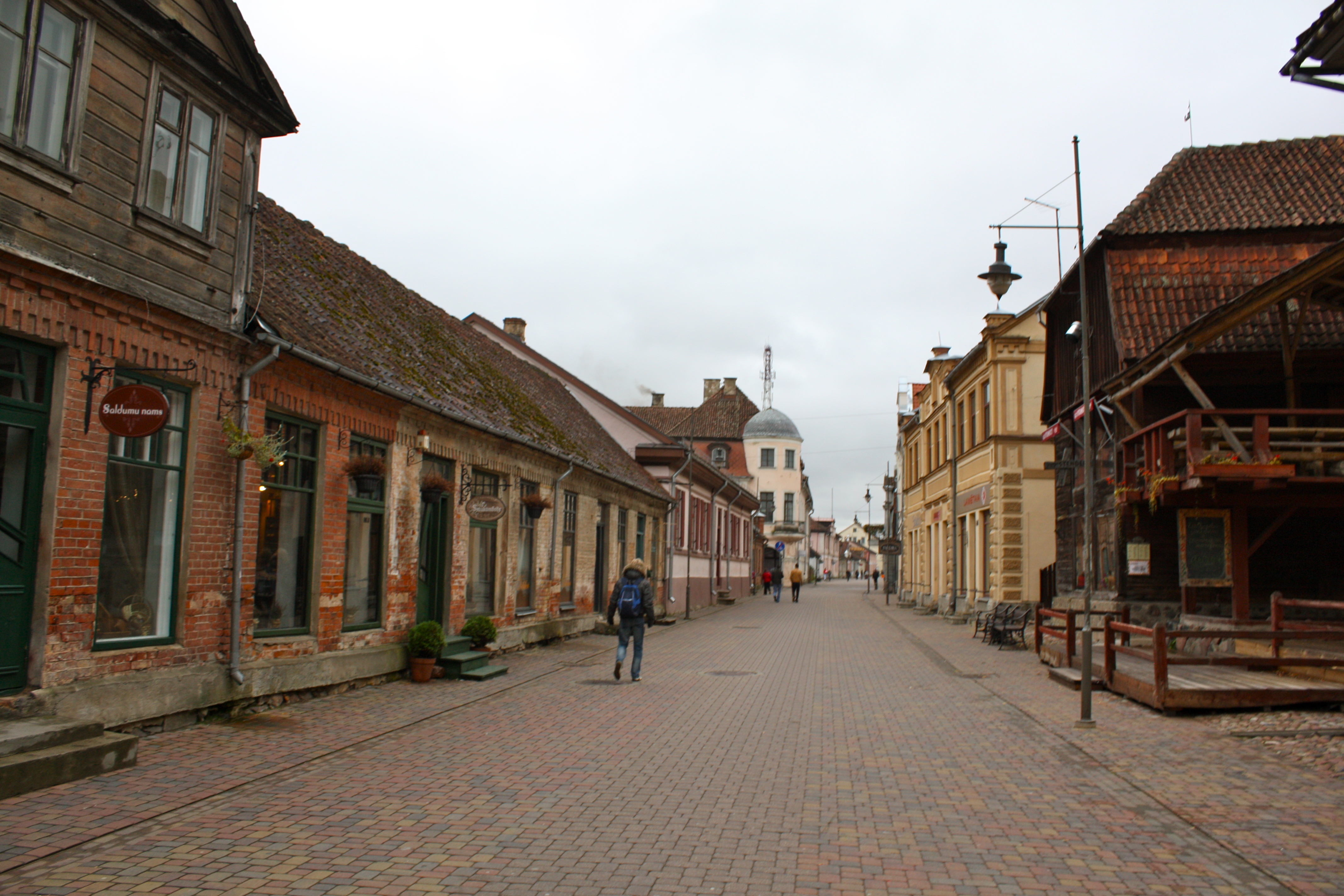
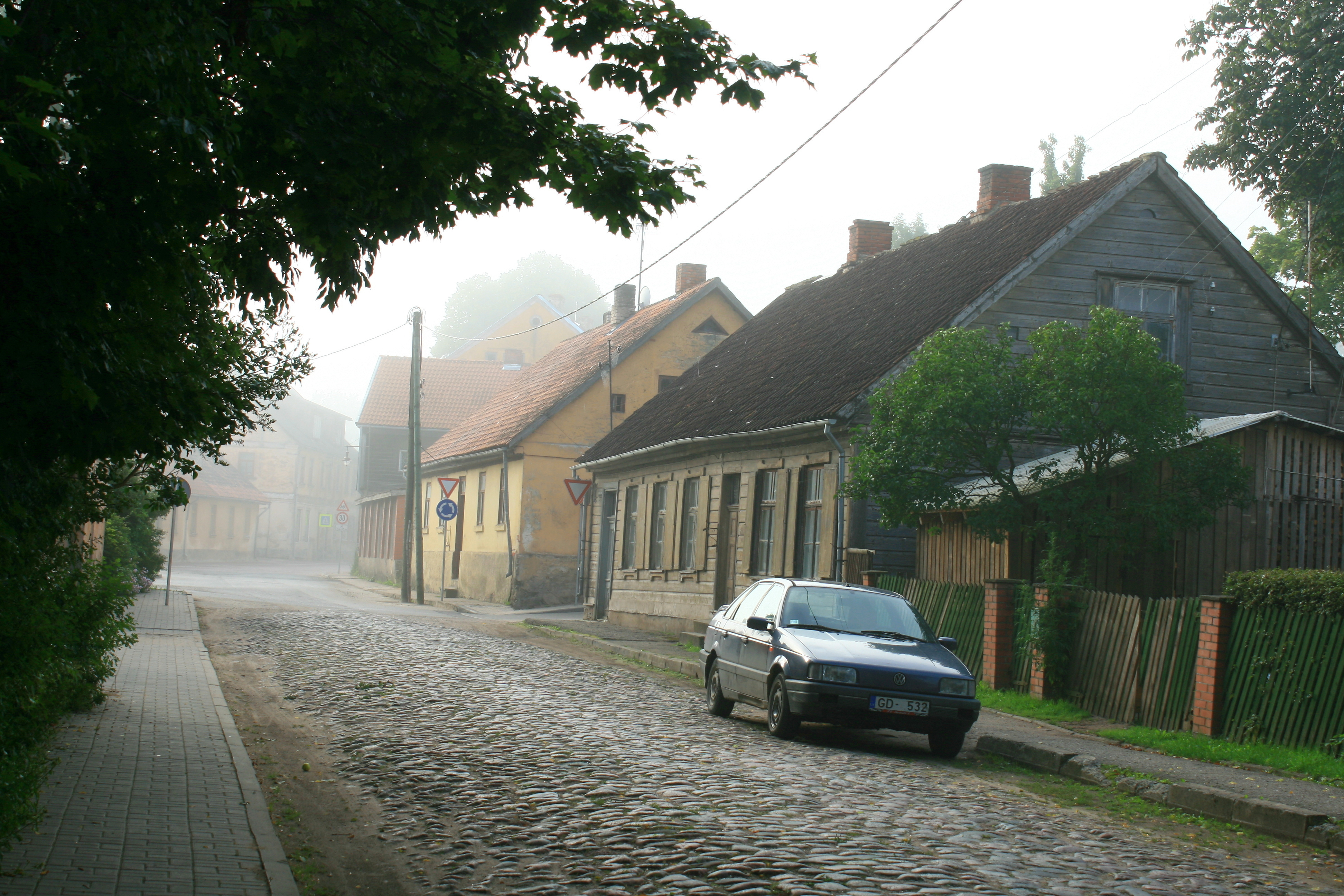
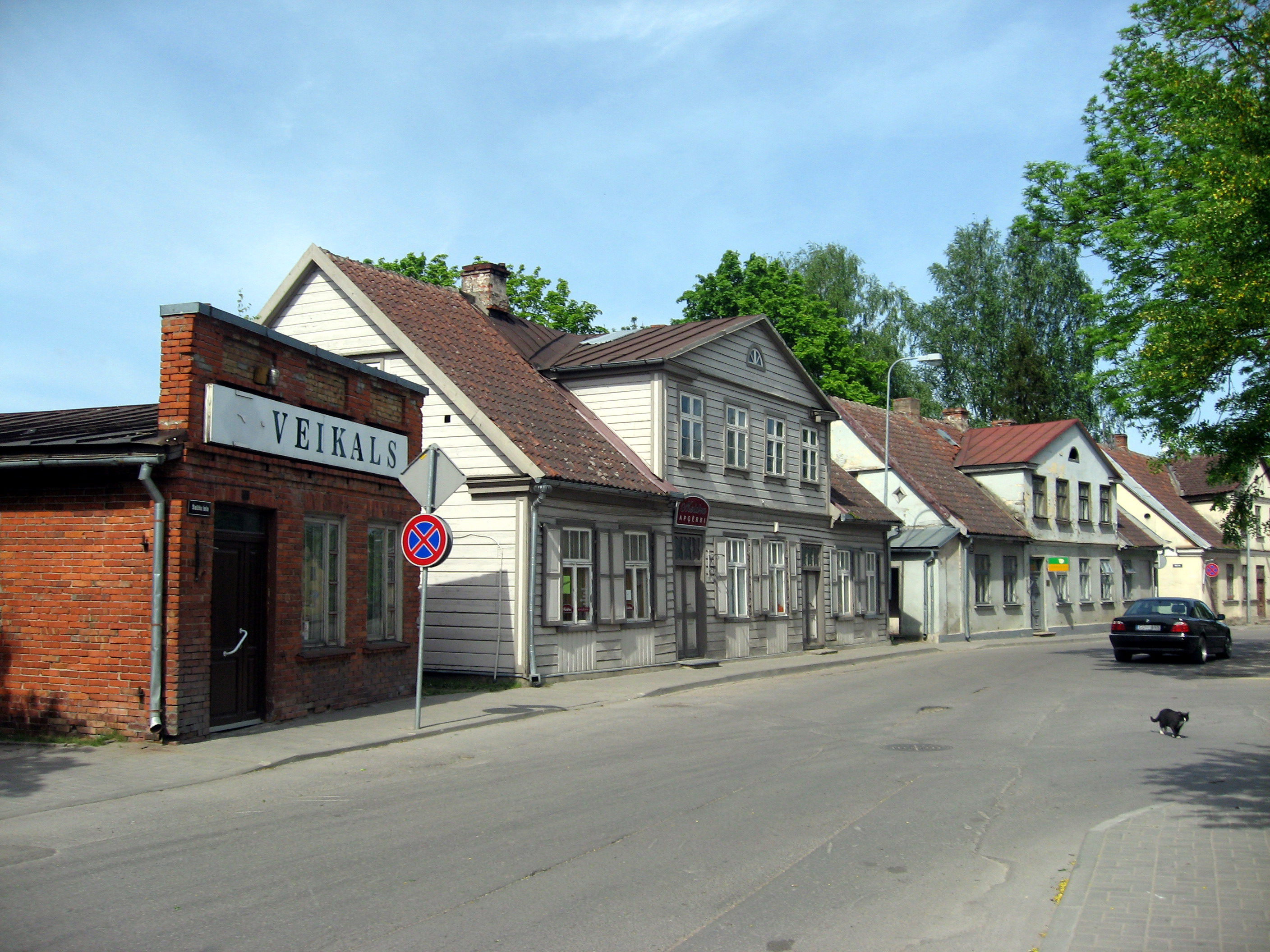
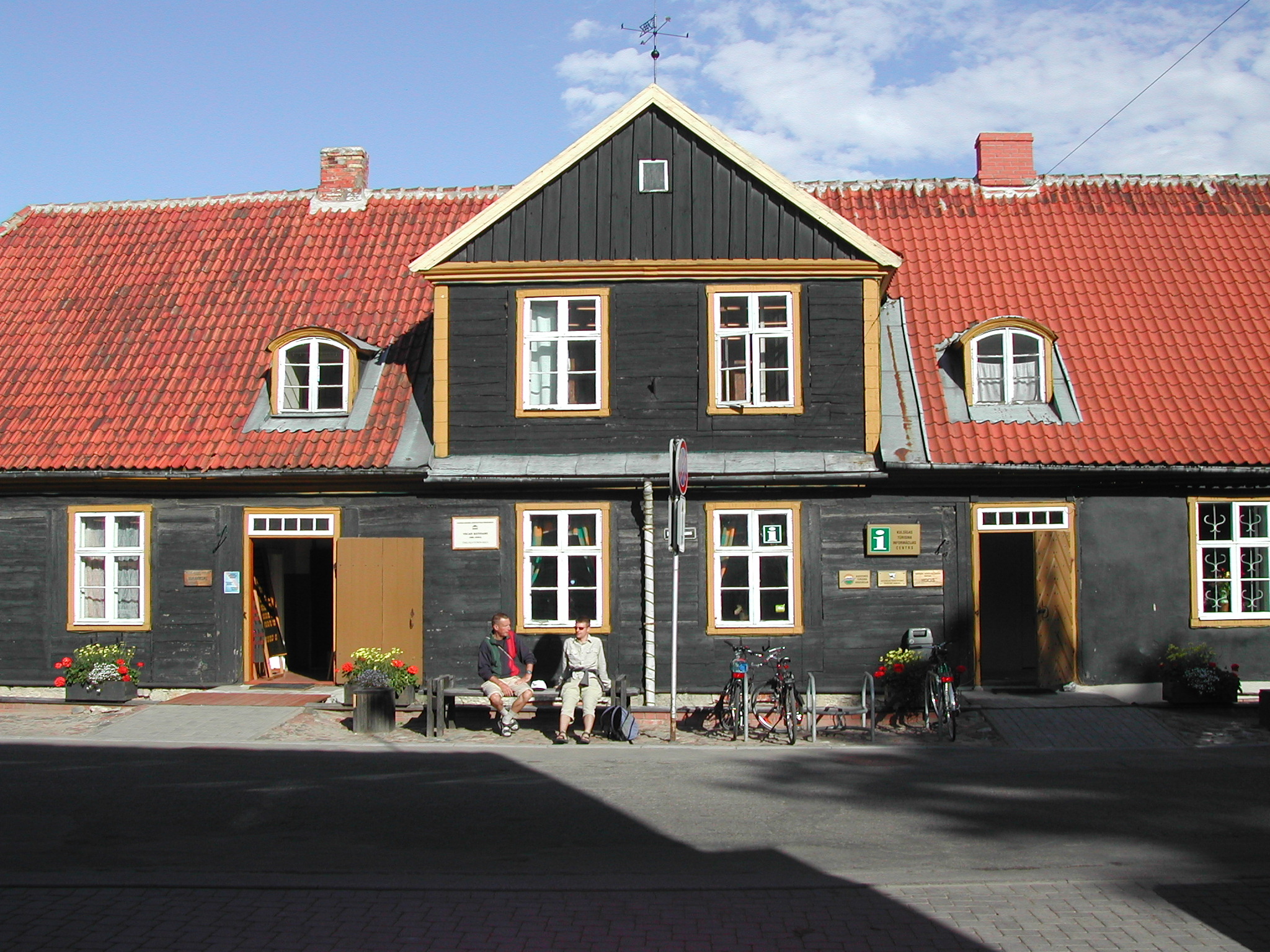
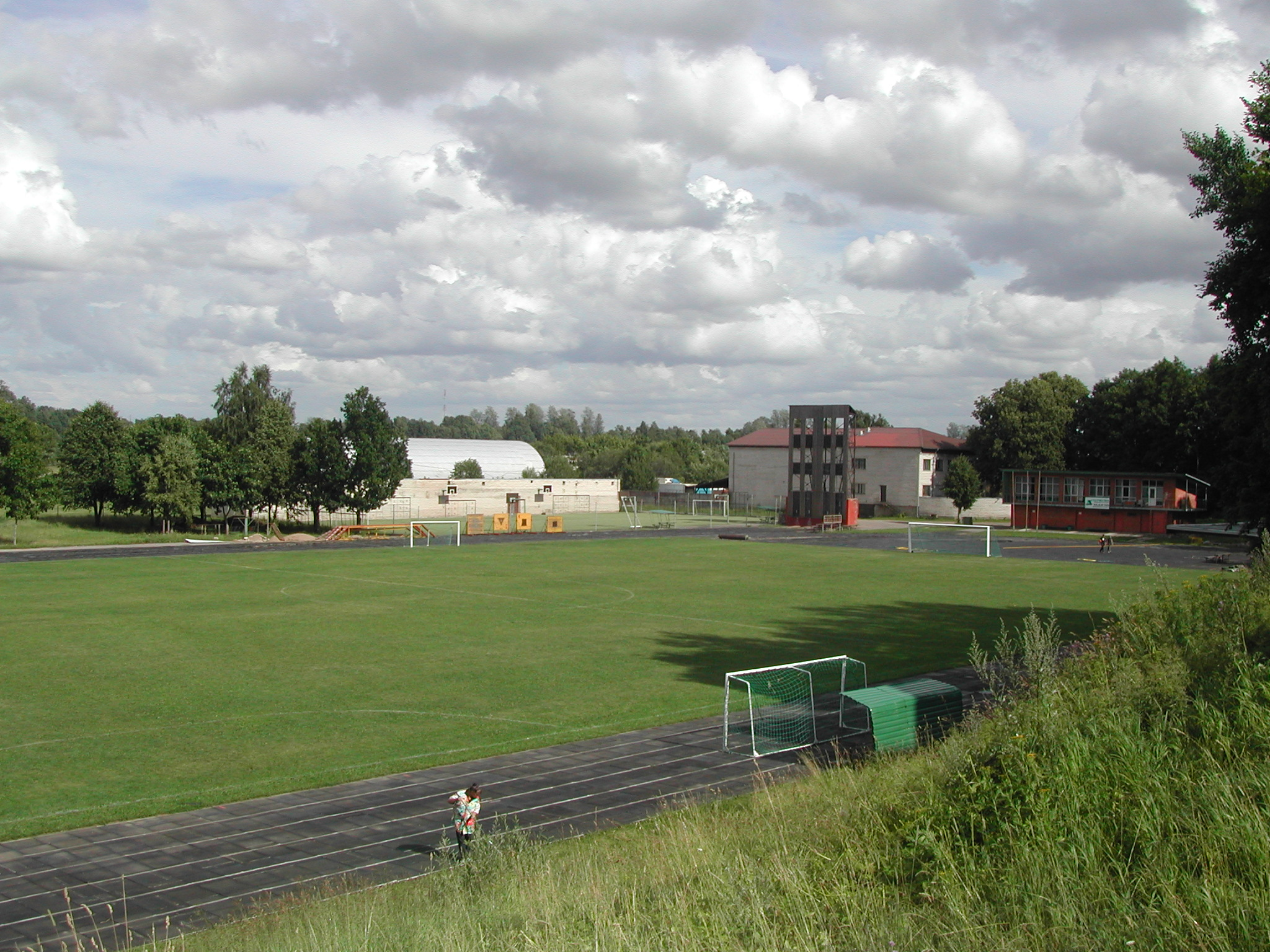
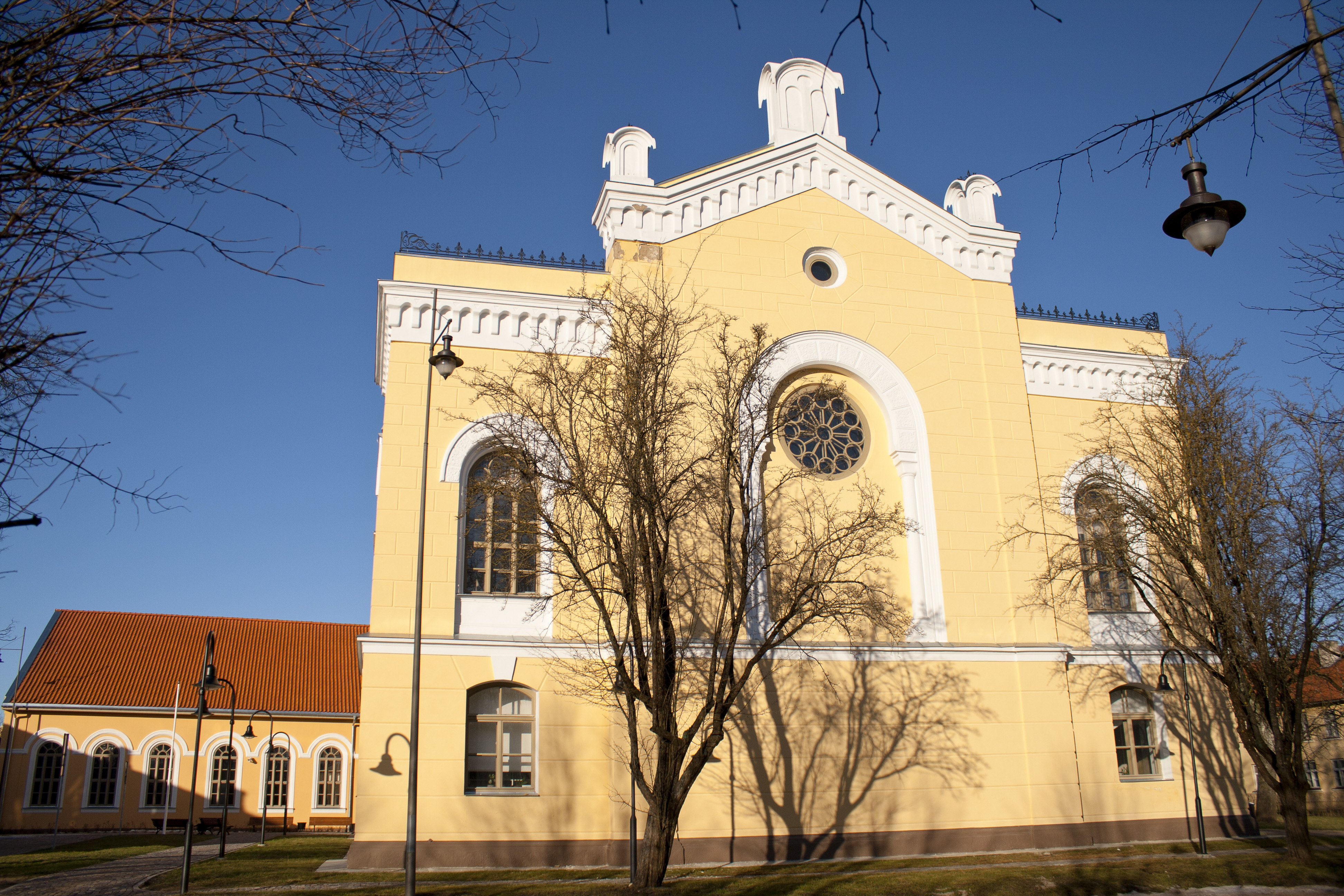